# 姉川ダム
姉川ダム（あねがわダム）は滋賀県米原市曲谷地先、淀川水系姉川に建設されたダムである。

## 沿革
姉川には関西電力によって曲谷ダム（重力式コンクリートダム、16.1 m）が建設されていたが、治水に関しては十分とは言えず、流域である江北地域は度々洪水による被害を受けていた。このため、滋賀県は姉川の根本的な治水計画として「姉川総合開発事業」を策定し、その中心として治水ダムとして姉川ダムの建設を1977年（昭和52年）に計画した。
ダムの型式は重力式コンクリートダムで、高さは80.5 mと滋賀県内のダムとしては既設の中で最も堤高が高い。2002年（平成14年）に完成、ダムによってできた人造湖は「白龍湖」と名付けられた。また、姉川の右支川である高時川には独立行政法人水資源機構によって淀川水系最大の丹生ダム（ロックフィルダム、高さ145.0 m）が計画されていたが、本体着工されることなく中止された。また、同じく右支川である巣亦川には、関西電力によって最大出力2,280,000 kWという日本最大級の揚水発電所である金居原発電所の下部ダム（ロックフィルダム、高さ108.2 m）が建設予定であったが、電力需要の伸び悩みにより計画中止となった。

## 古戦場の川
ダムは伊吹山の程近くで伊吹山系に抱かれている。有数の豪雪地帯でもあり、ここよりさらに奥に奥伊吹スキー場がある。また、下流には1570年に織田信長・徳川家康連合軍と浅井長政・朝倉義景連合軍が激突した姉川の戦い古戦場があり、浅井氏三代の居城・小谷城も近い。